# Touraco de Fischer
Tauraco fischeri
Espèce
Statut de conservation UICN

 NT  : Quasi menacé
Statut CITES
Le Touraco de Fischer (Tauraco fischeri) ou touraco à couronne rouge, est une espèce d'oiseau de la famille des Musophagidae.

## Répartition
Cet oiseau est endémique des forêts côtières du sud de la Somalie au nord de la Tanzanie.